# 尊室訂 (阮朝)
尊室訂（越南语：／；1812年7月15日—1893年7月5日），越南阮朝宗室、官員。

## 家世
尊室訂出自阮朝宗室第五系國威公房，是太宗阮福瀕第四子國威公阮福淳之後，曾祖父是阮福淳長子阮福潤，祖父是阮福潤三子阮福誠，父親是阮福誠次子阮福祿，尊室訂是阮福祿第五子。

## 生平
嘉隆十一年六月七日（1812年7月15日），尊室訂出生於京師順化。他早年從軍，轉戰各地。嗣德年間曾任海陽軍次提督，後因過失降職八級留任。嗣德十七年（1864年），尊室訂以腹痛請假回鄉休養。尊室訂病癒之後，雙眼視力下降，依然不能復職。
咸宜元年（1885年）五月，尊室訂之子尊室說率兵襲擊法軍不成功，隨後帶著咸宜帝逃離順化，并發動勤王運動。事後，尊室訂一家遭到法軍和阮朝新朝廷通緝，尊人府剝奪了尊室訂一家的尊籍，將他們的姓氏改成尊室訂母親的黎姓，尊室訂也因此被稱為黎訂。六月，尊室訂被廣治省官府抓獲，押送回京城。阮廷本打算判處他死刑，但以年老為由減等為流放。經法軍同意，將尊室訂流放至崑崙島。七月底，法國人又將尊室訂與阮文祥、范慎遹三人流放至塔希提島。
在流放路上，范慎遹病故。阮文祥也于同慶元年（1886年）病故。幾個月後，尊室訂帶著阮文祥的遺體回國安葬，同慶帝命令兵部注意防範。
成泰五年五月二十二日（1893年7月5日），尊室訂去世，壽八十二歲。

## 子女
尊室訂有6子5女，共11個子女。
- 長子尊室誘，早卒
- 次女尊女氏色（Tôn Nữ Thị Sắc）
- 三子尊室說
- 四子尊室（言𢛳）
- 五女尊女氏錦（Tôn Nữ Thị Cẩm）
- 六子尊室𧧋
- 七子尊室詔，早卒
- 八女尊女氏絹（Tôn Nữ Thị Quyến）
- 九子尊室誌
- 十女尊女氏姉（Tôn Nữ Thị Chị）
- 十一女尊女氏㛪（Tôn Nữ Thị Em）